# Syusy Blady
Syusy Blady, pseudonyme de Maurizia Giusti (née le 7 février 1952 à Bologne) est une animatrice de télévision et une femme de cabaret italienne. Elle est tête de liste des Verts lors des élections européennes de 2014.